# Kazalnica (Dolina Białego)
Kazalnica lub Kazalnica w Białem – turnia w zachodnich zboczach Doliny Białego w polskich Tatrach Zachodnich. Wznosi się blisko jej wylotu, na wschodnich stokach Kopy nad Białem. Jak cała Dolina Białego zbudowana jest ze skał osadowych: dolomitów i wapieni. Szczyt Kazalnicy wznosi się zaledwie około 1 m powyżej stoku Kopy nad Białem, natomiast do dna doliny (a dokładniej do koryta Białego Potoku) opada ona ścianą o wysokości około 40 m. Powyżej szczytu Kazalnicy znajduje się kilkumetrowej szerokości łączka.
Przez Kazalnicę prowadzi nieznakowana i zarastająca ścieżka, mająca swój początek przy Drodze pod Reglami, około 20 m na zachód od wejścia do Doliny Białego. Dawniej tą właśnie ścieżką pędzono owce na wypas w Dolinie Białego. Wylot doliny ma charakter wąskiego kanionu i przejście dnem doliny, zwłaszcza przy wysokim stanie wód było niemożliwe. Obecną drogę dnem doliny wykonano przez wykonanie solidnych grobli i mostków.